# Bristol (Vermont)
Bristol es un pueblo ubicado en el condado de Addison en el estado estadounidense de Vermont. En el año 2010 tenía una población de 3.894 habitantes y una densidad poblacional de 35,66 personas por km².

## Geografía
Bristol se encuentra ubicada en las coordenadas 44°08′00″N 73°04′46″O / 44.13333, -73.07944.

## Demografía
Según la Oficina del Censo en 2000 los ingresos medios por hogar en la localidad eran de $43.250, y los ingresos medios por familia eran $48.458. Los hombres tenían unos ingresos medios de $33.977 frente a los $23.602 para las mujeres. La renta per cápita para la localidad era de $19.345. Alrededor del 10,4% de la población estaban por debajo del umbral de pobreza.